# Херцинска геосинклинална област
Херцинската (Варисцийска) геосинклинална област или Херцинско (Варисцийско) нагъване, Херцинска (Варисцийска) орогенеза е съвкупност от тектонски процеси – нагъване, планинообразуване и гранитуиден интрузивен магматизъм през втората половина на палеозойската ера (от края на девона до началото на триаса), проявили се в палеозойските геосинклинали и създали нагънати планински системи – херциниди. Херцинската орогенеза продължава между 260 и 145 млн.години назад във времето. Геосинклиналните системи, изпитали херцинското нагъване, възникнали основна през ордовика, силура и началото на девона на базата на по-древната байкалска орогенеза и били запълнени от мощни слоеве морски седименти и вулканични материали. Названието Херцинско нагъване е дадено от френския геолог Марсел Александър Бертран (1847 – 1907) на база изследванията му на планините в Средна Европа, известни у древните римляни като Херцинска гора (Hercynia Silva, Saltus Hercynius). Терминът Варисцийско нагъване е въведен от австрийския геолог и географ Едуард Зюс по името на древното название на област в съвременните Саксония, Тюрингия и Бавария (Cur Variscorum). Този термин преобладава в немската геоложка литература, където се използва за обозначаване на дислокации със северозападно направление.

## Етапи в развитието на Херцинската орогенеза
Първата епоха на Херцинската орогенеза е бретонската (в Америка – акадска) и продължава от края на девона до началото на карбона и се проявява в Апалачите, Канадския арктичен архипелаг, Андите, централните части на палеозойските геосинклинали в Западна Европа и Централна Азия (Кунлун). Главната епоха на Херцинската орогенеза е судетската (от края на ранния до началото на средния карбон) и има основно значение за създаването на нагънатите структури на европейските херциниди и преобразуването на палеозойските геосинклинали в нагънати планински съоръжения. Наслагите от средния карбон (вестфала) са смачкани в гънки през т.нар. астурийски епохи (фази) и включват също нагъванията през горния карбон (стефана) и долния перм (т.нар. заалска епоха). От средата на ранния или от късния перм в големи участъци от Херцинската геосинклинална област в Централна и Западна Европа се установява платформен режим, по същото време в Южна Европа нагъването продължава, а в Източна Европа и в Донецкото възвишение тепърва започват процеси на нагъване и планинообразуване. В Донбас, Предкавказието, Урал и Апалачите главната епоха на нагъване се отнася към края на карбона и началото на перма. Издиганията и нагъванията на места (Предуралско пропадане, Тяншян, Кордилерите на Северна и Южна Америка, Австралийските Алпи) прродължават до началото и даже до средата на триаса. В Карпато-Балканската област, Голям Кавказ, Алтай и Монголо-Охотската система планинообразуването започва в края на ранния карбон като орогенезата продължава и през късния палеозой и началото на триаса.

## Планински системи възникнали по време на Херцинската орогенеза
След приключването на Херцинската орогенеза за първи път възникнали нагънати планински съоръжения (херциниди) в Западна, Централна и Южна Европа, Северозападна Африка (Мароканска Месета), Северен Кавказ и Предкавказието, Урал, Тяншан, Алтай, Монголия, Голям Хинган, Апалачите, Канадския арктичен архипелаг, Андите в Южна Америка, Австралийските Алпи. В Кордилерите на Северна Америка Херцинската орогенеза създала редица вътрешни издигания. Херцинското планинообразуване се разпространило и в областите, подложени преди това на Каледонската орогенеза в Северозападна Европа, западните части на Централен Казахстан, източните части на Алтайско-Саянската област, Северна Монголия и Северното Задбайкалие. В южните и източните части на Средиземноморския пояс (Динарски планини, планините в Анадола, южния склон на Кавказ, Хиндукуш и Централен Памир) Херцинската орогенеза постепенно затихва, а в части от пояса, намиращи се в пределите на Предна и Югоизточна Азия, почти до Хималаите, Бирма и полуостров Малака, херцинските движения са се изразили само в слаби издигания и периоди на натрупване на седименти. В тези части на древния океан Тетис тектонският режим през палеозоя и ранния мезозой е бил близък до платформения.

## Следващи етапи от развитието на херцинидите
По-нататъшната история на херцинидите е била различна. Значителни площи от Западна и Централна Европа, голяма част от Пиренейския полуостров, равнините на Крим и Предкавказието, Урал и области от Западносибирската равнина, Централен Казахстан и Тяншан, Алтайско-Саянската област и Монголия, района на Канадския Арктичен архипелаг, крайбрежието на Мексиканския залив, Апалачите, Приатлантическата равнина и Източна Австралия продължили по пътя на платформено развитие, с неговите бавни и плавни епейрогенни издигания и спускания. Обаче в резултат на новите неоген-антропогенни издигания много участъци от тези епихерцински платформи отново били подложени на планинообразуване – Ардените, Рейнските шистови планини, Харц, Рудните планини, Судетите, Свентокшинските планини Урал, Тяншан, Алтай, Голям Хинган, Кунлун, Цинлин, Апалачите, Австралийските Алпи, Пиренеите, южната част на Пиренейския полуостров, Атлас (частично), алпите, Апенините, Карпатите, Балканите, Голям Кавказ, Андите и други, изпитали значителното херцинско планинобразуване, били повторно засегнати в началото на мезозоя от интензивно потъване и изпитали т.нар. регенерационен геосинклинален режим.

## Полезни изкопаеми, образували се по време на херцинската орогенеза
Подводния вулканизам в епохата на геосинклиналните потъвания, предшествал херцинската орогенеза се е съпровождал с формирането на находища на мед, олово и цинк в Урал, Алтай, Северен Кавказ и др., а с внедряването на основни и ултраосновни интрузии било свързано образуването на находища на платина, хромити, титаномагнетити и асбест в Урал и в други области. Гранитообразуването през орогенния период на херцинския цикъл е създало находища на олово, цинк, мед, калай, волфрам, злато, сребро и уран в Европа, Азия (Тяншан и др.), Източна Австралия. В предните и междупланински понижения на херцинидите са съсредоточени големи находища на въглища (Южен Уелс, Франция и Белгия, Рурския, Саарския, Горносилезкия и Предапалачкия басейни; Донецкия, Печорски, Кузнецкия басейни в Русия и др.), а също каменните и калиевите соли в Предуралското пропадане.